# Anaeroplasma abactoclasticum
Anaeroplasma abactoclasticum è una specie di batterio appartenente alla famiglia delle Anaeroplasmataceae.